# James G. March
James Gardner March, född 15 januari 1928 i Cleveland, Ohio, död 27 september 2018 i sitt hem i Portola Valley, Kalifornien. March var professor emeritus i  statskunskap, sociologi och företagsekonomi vid Stanford University i Kalifornien, USA. 
March värderas högt för det breda teoretiska perspektivet i sin forskning som kombinerar teorier från psykologi, ekonomi och andra beteendevetenskaper. Han samarbetade under sin tidiga karriär med den kognitiva psykologen Herbert A. Simon i utvecklandet av organisationsteorin.
March akademiska arbeten är omfattande. De fokuserar på hur beslut uppstår hos individer, i grupper, organisationer, företag och i samhället. March analyserade faktorer som påverkar beslutsfattande, som riskvillighet, ledarskap och osäkerhet, politik och intressenters engagemang, utmaningen att ge och ta emot råd, utmaningar vid organisatorisk och individuell inlärning och utmaningar att balansera utforskning (exploration) och utnyttjande (exploitation). 
March var ledamot av Kungl. Vetenskapsakademien, Finska Vetenskaps-Societeten och Det Norske Videnskaps-Akademi
och kallades till hedersdoktor vid ett stort antal universitet:
- Copenhagen Business School, 1978
- Svenska handelshögskolan (Helsingfors), 1979
- University of Wisconsin-Milwaukee, 1980
- Universitetet i Bergen, 1980
- Uppsala universitet, 1987
- Helsinki School of Economics, 1991
- Dublin City University, 1994
- Göteborgs universitet, 1998
- University of Poitiers, 2001
- University of Trento, 2000
- Syddansk Universitet, 2003
- Budapest University of Economics, 2003
- York University (Toronto), 2007
- Hautes Etudes Commerciales (HEC Paris), 2007
- Ramon Liuli University (Barcelona), 2007
- Lappeenranta University of Technology (Finland), 2008
- Handelshögskolan I Stockholm, 2009